# Quinze batalles decisives
Quinze batalles decisives per al món des de Marató a Waterloo (títol traduït de l'anglès The Fifteen Decisive Battles of the World from Marathon to Waterloo, no hi ha traducció al català) és una obra d'Edward Creasy publicada el 1851.
L'autor hi resumeix els enfrontaments militars que al seu parer han influït més en la història universal. L'obra va tenir un gran èxit al món anglosaxó i va provocar rèpliques i imitacions. Va rebre moltes crítiques per ser molt anglocèntrica i per presentar els combats sota un únic prisma: el de xoc de civilitzacions entre els europeus i els asiàtics o semites.
Les batalles que esmenta són:
- Batalla de Marató (490 aC)
- Setge de Siracusa (413 aC) (413 aC)
- Batalla de Gaugamela (331 aC)
- Batalla del Metaure (207 aC)
- Batalla del bosc de Teutoburg (9)
- Batalla dels Camps Catalàunics (451)
- Batalla de Tours (732)
- Batalla de Stamford Bridge (1066)
- Setge d'Orleans (1429)
- Derrota de l'Armada Invencible (1588)
- Batalla de Blenheim (1704)
- Batalla de Poltava (1709)
- Batalla de Saratoga (1777)
- Batalla de Valmy (1792)
- Batalla de Waterloo (1815)